# لیفان ۵۳۰
لیفان ۵۳۰ یک سدان چهار درب است که توسط خودروساز چینی لیفان تولید می‌شود.

## بررسی اجمالی

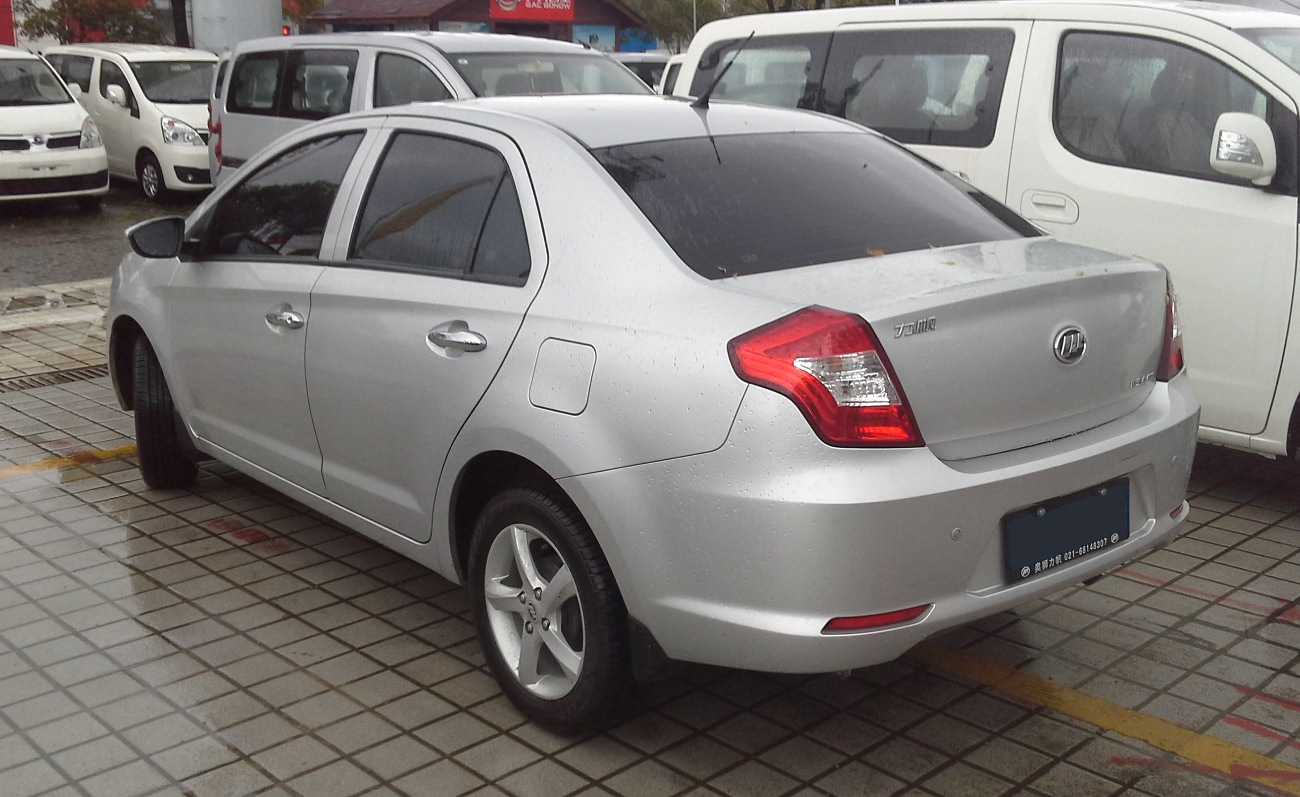
لیفان ۵۳۰ (عقب)

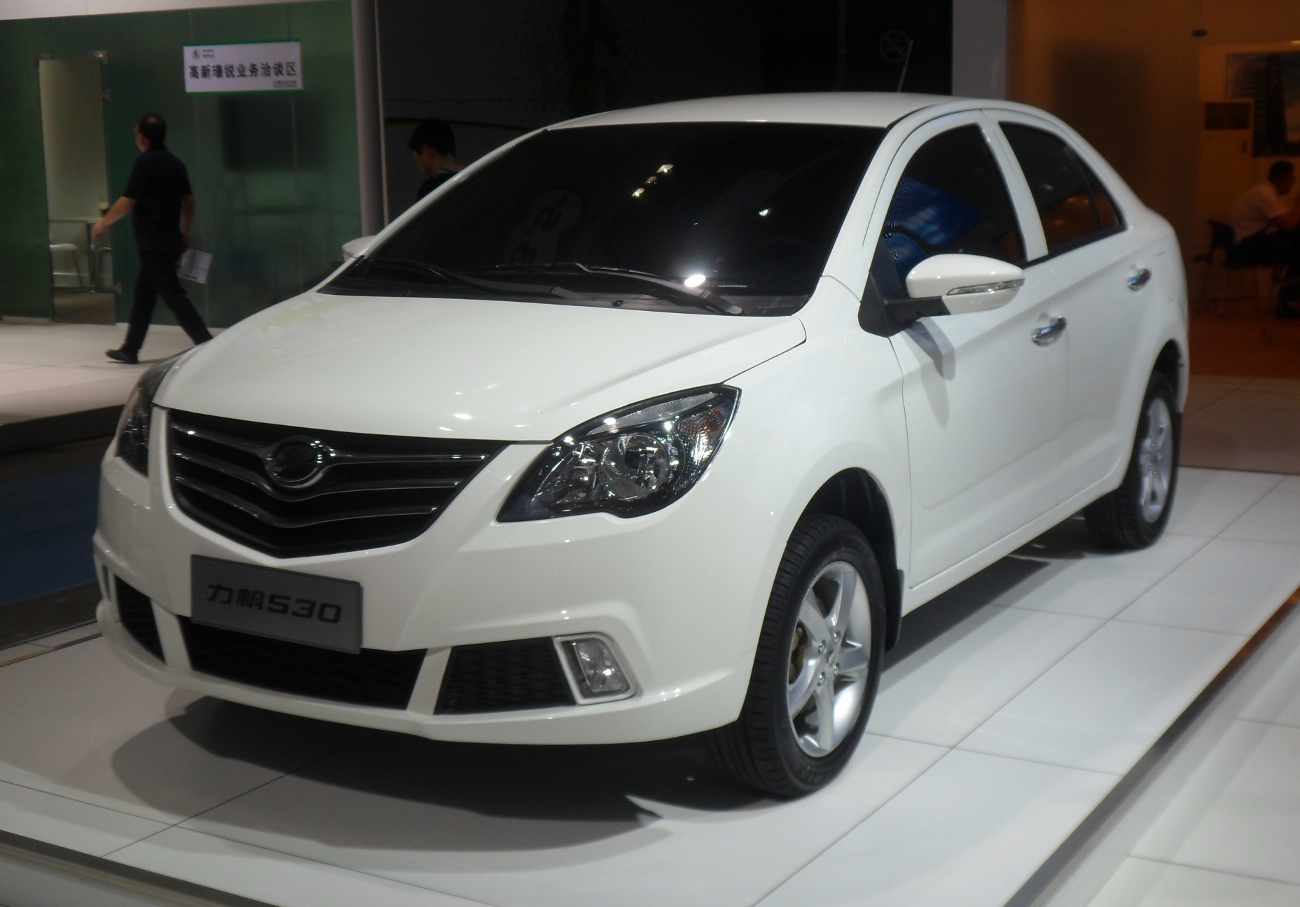
لیفان ۵۳۰ (جلو)

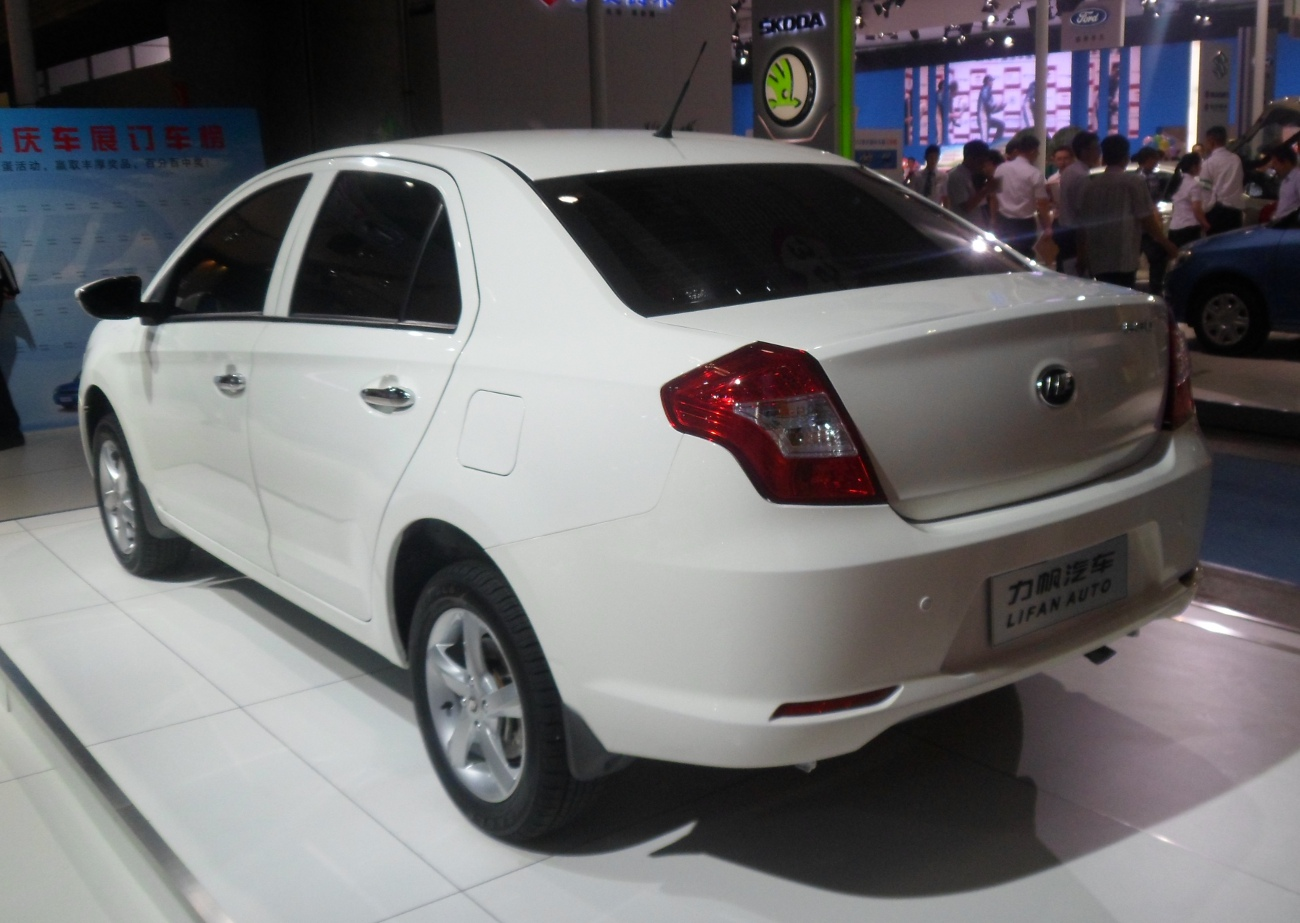
لیفان ۵۳۰ (عقب)

لیفان ۵۳۰ در نمایشگاه خودروی شانگهای ۲۰۱۳ معرفی شد و در اکتبر ۲۰۱۳ در بازار خودروی چین به فروش رسید.